# Eutolmus
Eutolmus är ett släkte av tvåvingar. Eutolmus ingår i familjen rovflugor.

## Bildgalleri

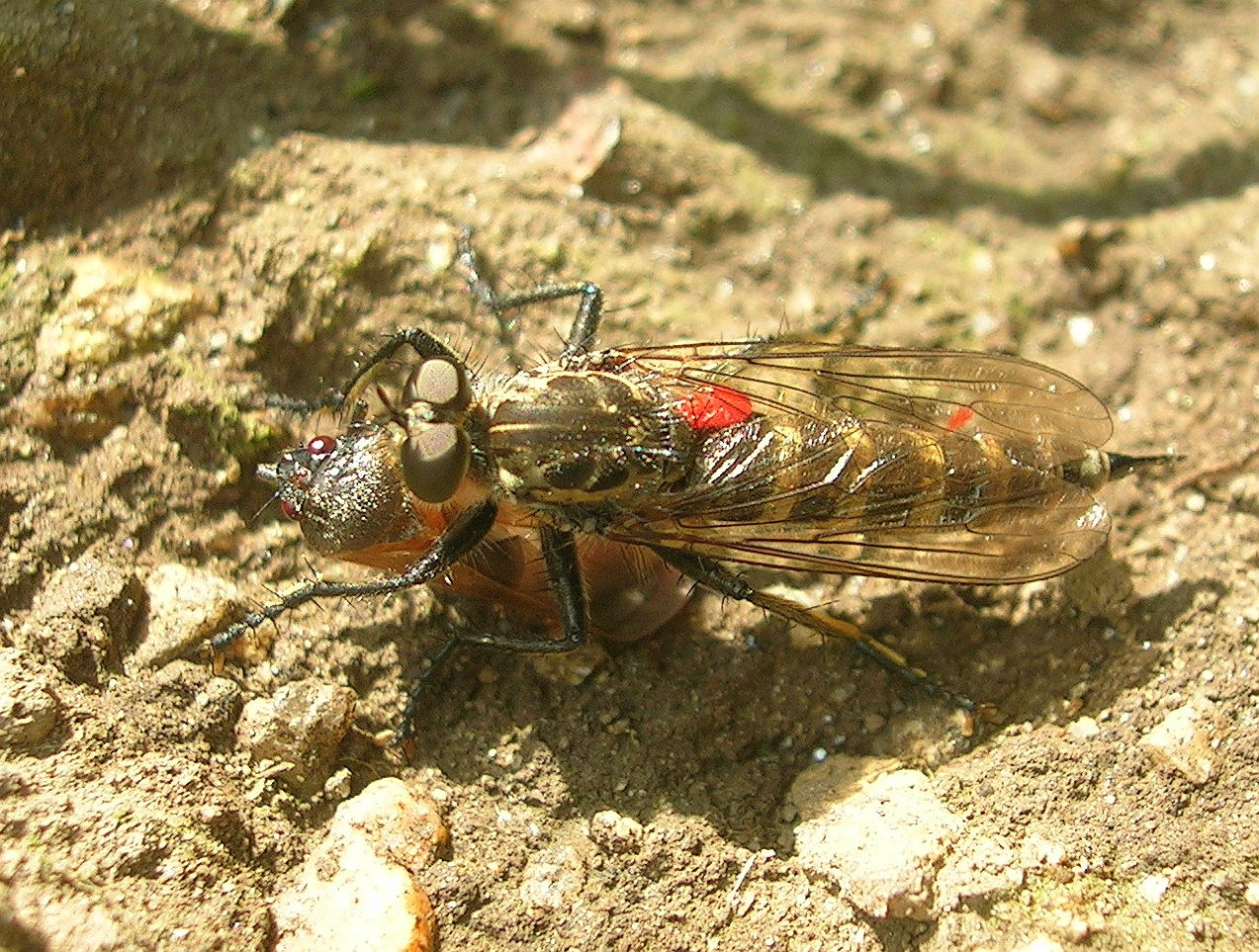
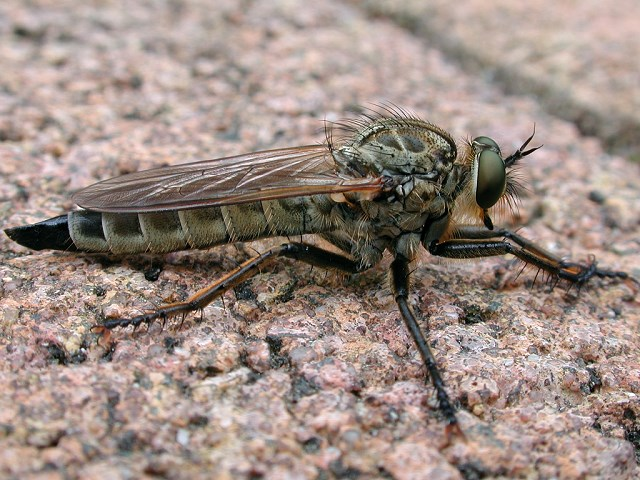
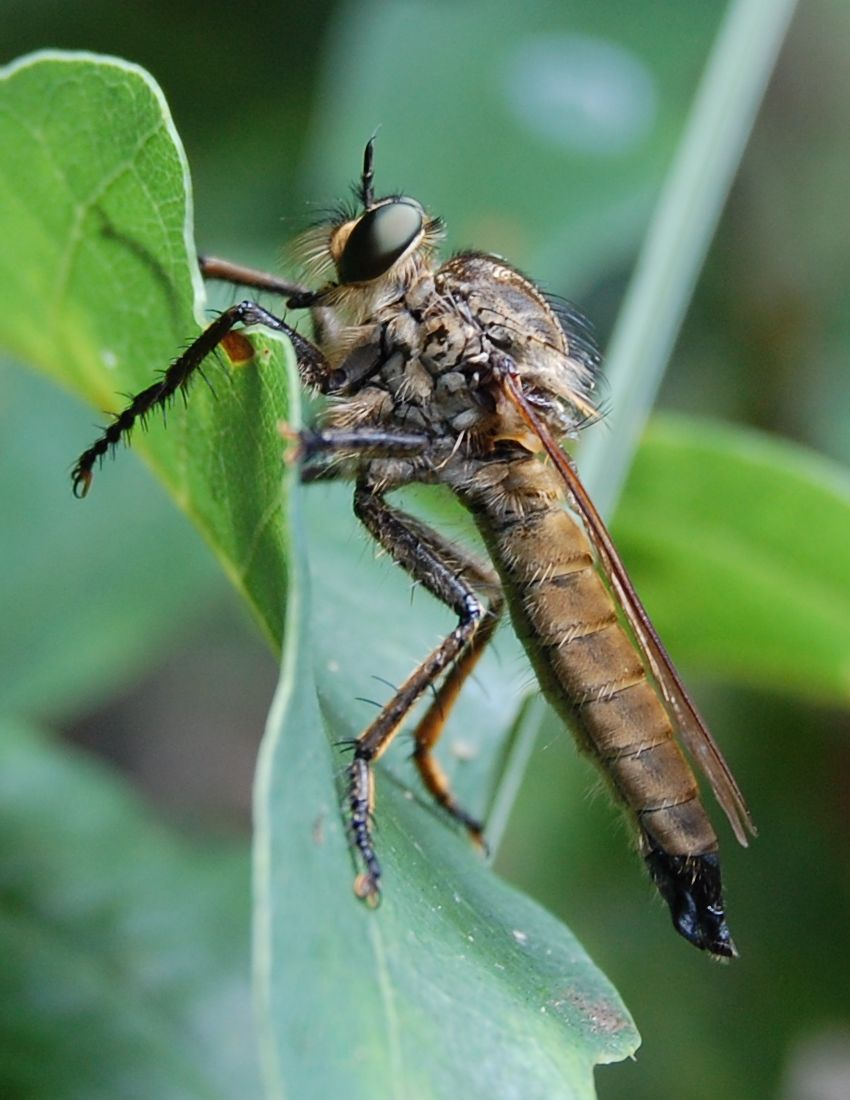
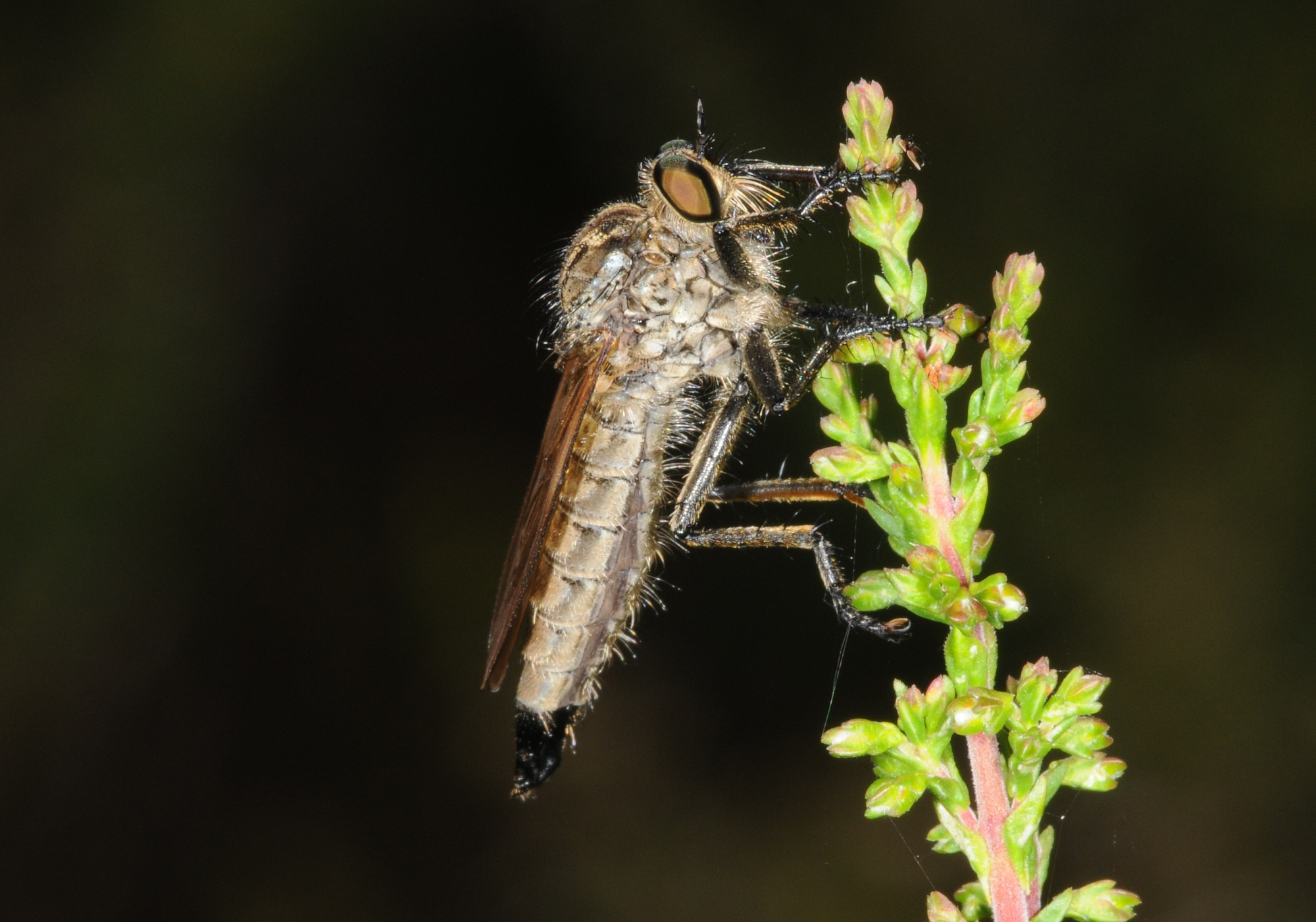

## Dottertaxa tillEutolmus, i alfabetisk ordning[1][2]
- Eutolmus albicapillus
- Eutolmus albiventris
- Eutolmus annulatus
- Eutolmus apicalis
- Eutolmus apiculatus
- Eutolmus bevistylus
- Eutolmus bureschi
- Eutolmus calopus
- Eutolmus excisus
- Eutolmus facialis
- Eutolmus graecus
- Eutolmus haematoscelis
- Eutolmus immaculatus
- Eutolmus kiesenwetteri
- Eutolmus koreanus
- Eutolmus lavcievi
- Eutolmus leucacanthus
- Eutolmus lusitanicus
- Eutolmus maximus
- Eutolmus mediocris
- Eutolmus montanus
- Eutolmus mordax
- Eutolmus niger
- Eutolmus ohirai
- Eutolmus palestinensis
- Eutolmus parricida
- Eutolmus pecinensis
- Eutolmus polypogon
- Eutolmus rufibarbis
- Eutolmus sedakoffii
- Eutolmus stratiotes
- Eutolmus taiwanensis
- Eutolmus tolmeroides
- Eutolmus wahisi
- Eutolmus znoikoi